# ヘンリー・ハワード (第6代ノーフォーク公)
第6代ノーフォーク公ヘンリー・ハワード（英: Henry Howard, 6th Duke of Norfolk、1628年7月12日 - 1684年1月13日）は、イングランドの貴族。

## 経歴
1628年7月12日、第22代アランデル伯爵ヘンリー・ハワードとその妻エリザベス（第3代レノックス公爵エズメ・ステュワートの娘）の次男として生まれる。兄にトマス（第5代ノーフォーク公・第23代アランデル伯爵）がおり、長弟に枢機卿となるフィリップがいる。
若い頃は海外に滞在していることが多かった。彼が200,000リーブラの借金をして国王の説得に当たった結果、1660年に兄トマスにノーフォーク公爵位の復権が勅許されたという。
1661年11月4日にはリンカーン法曹院のメンバーとなった。
1665年にイングランドに帰国し、1666年11月28日には王立協会フェロー（FRS）となる。ロンドンの大火の後の1667年1月にはアランデル・ハウスの一室を王立協会に提供している。
1669年3月27日にライジング城のハワード男爵に叙され、貴族に列した。翌4月にはモロッコに大使として派遣された。1672年にはノーリッジ伯爵に叙されるとともに、高祖父第4代ノーフォーク公トマスの代まで世襲していた職位軍務伯に就任した（以降2016年現在まで途切れることなくノーフォーク公爵の世襲職であり続ける）。
1673年には議会で審査法が可決成立し、カトリックの国政関与が禁じられた。これについてヘンリーは「祖国は自分にとって常に慕わしい存在なのに、カトリックというだけで祖国への奉仕を禁じられる」と嘆いた。これ以降無気力に囚われるようになり、イングランド外に隠居所を求めることが増えた。
1677年12月13日には子のない兄第5代ノーフォーク公爵トマスが死去したため、代わってヘンリーが第6代ノーフォーク公爵位を継承したが、トマスは精神障害者としてヘンリーによって死去までイタリアに監禁された経緯があったため、末弟はこれをヘンリーによる公位簒奪と議会に訴えたが、結局この件は不問となった。
1684年1月11日にロンドン・ストランドのアランデル・ハウスで死去した。サセックス州アランデルに葬られた。爵位は長男のヘンリーが継承した。

## 爵位
1669年3月27日に以下の爵位を新規に叙される
- ライジング城の初代ハワード男爵 (1st Baron Howard of Castle Rising)
(勅許状によるイングランド貴族爵位)

1672年10月19日に以下の爵位を新規に叙される。
- 初代ノーリッジ伯爵（英語版） (1st Earl of Norwich)
(勅許状によるイングランド貴族爵位)

1677年12月13日の兄トマスの死により以下の爵位を継承した。
- 第6代ノーフォーク公爵 (6th Duke of Norfolk)
(1483年6月28日の勅許状によるイングランド貴族爵位)
- 第24代アランデル伯爵 (24th Earl of Arundel)
(1138年頃創設のイングランド貴族爵位)
- 第7代サリー伯爵 (7th Earl of Surrey)
(1483年6月28日の勅許状によるイングランド貴族爵位)
- 第4代ノーフォーク伯爵 (4th Earl of Norfolk)
(1644年6月6日の勅許状によるイングランド貴族爵位)
- 第17代モウブレー男爵 (17th Baron Mowbray)
(1283年の議会招集令状（英語版）によるイングランド貴族爵位)
- 第18代セグレイヴ男爵 (18th Baron Segrave)
(1295年の議会招集令状によるイングランド貴族爵位)
- 第15代ファーニヴァル男爵（英語版） (15th Baron Furnivall)
(1295年6月24日の議会招集令状によるイングランド貴族爵位)
- ブラックミアの第19代ストレンジ男爵 (19th Baron Strange of Blackmere)
(1308年3月4日の議会招集令状によるイングランド貴族爵位)
- 第14代マルトレイヴァース男爵 (14th Baron Maltravers)
(1330年6月5日の議会召集令状によるイングランド貴族爵位)
- 第16代タルボット男爵（英語版） (16th Baron Talbot)
(1331年1月27日の議会招集令状によるイングランド貴族爵位)
- 第4代フィッツアラン＝クラン＝オズワルデスタ男爵 (4th Baron FitzAlan, Clun and Oswaldestre)
(1627年の議会法によるイングランド貴族爵位)

## 家族
1652年頃にアン・サマセット（第2代ウスター侯爵エドワード・サマセットの娘）と最初の結婚をし、彼女との間に長男ヘンリーと次男トマス卿の2子を儲けた。長男ヘンリーは第7代ノーフォーク公爵位を継承し、次男トマス卿の二人の息子（トマスとエドワード）はそれぞれ第8代ノーフォーク公爵、第9代ノーフォーク公爵となる。
ついでジェーン・ビッカートンと再婚し、彼女との間に2人の娘を儲けた。そのうち長女エリザベスは初代ゴードン公爵ジョージ・ゴードンと結婚した。